# Norfolk (Nebraska)
Pour les articles homonymes, voir Norfolk.
La ville de Norfolk (en anglais [ˈnɔːrfɔːrk] ou [ˈnɔːrfoʊk]) est située dans le comté de Madison, dans l’État du Nebraska, aux États-Unis. Sa population s’élevait à 24 210 habitants lors du recensement de 2010, estimée à 24 348 habitants en 2016, ce qui en fait la 9e ville de l’État.

## Histoire
Durant l'été 1865, des pionniers originaires de Ixonia, dans le Wisconsin, cherchaient de nouvelles terres agricoles à l'ouest du Missouri et atteignirent le site de Norfolk où ils décidèrent de fonder une colonie. En 1866, la ville de Norfolk fut fondée par 124 pionniers représentant 42 familles.
Le nom de la ville est traditionnellement prononcé Norfork par les habitants du Nebraska car la ville doit son nom à « la fourche nord » (en anglais North Fork) de la rivière Elkhorn. Le service postal a cru qu'il y avait une erreur d'orthographe et a changé le nom de la ville en Norfolk qui devint alors l'écriture officielle bien que la prononciation ne correspondait pas.
Norfolk a été brièvement le siège du comté entre 1867 et 1875 mais a ensuite définitivement perdu ce titre au profit de Madison.
Le 26 septembre 2002, Norfolk a été le lieu de la plus mortelle attaque de banque des États-Unis quand trois hommes armés ont attaqué une banque de l'U.S. Bancorp et ont tué cinq personnes.

## Géographie
La ville se trouve à 200 km au nord-ouest d'Omaha, au croisement entre l'U.S. Route 81 et l'U.S. Route 275, sur les rives de la rivière Elkhorn, à l'endroit où la fourche nord rejoint la fourche principale.

## Monuments
Le temple maçonnique de Norfolk est inscrit au Registre national des lieux historiques depuis le 9 novembre 2021.

## Personnalités liées à la ville
- Johnny Carson, scénariste, acteur et animateur de télévision, a grandi à Norfolk ;
- Thurl Ravenscroft, acteur, est né à Norfolk.

## Source
- (en) Cet article est partiellement ou en totalité issu de l’article de Wikipédia en anglais intitulé « Norfolk, Nebraska » (voir la liste des auteurs).

1. ↑  Voir sur le site officiel de la ville
2. ↑  Voir sur le site des archives de CNN